# Плосиг
Плосиг (њем. Plossig) општина је у њемачкој савезној држави Саксонија-Анхалт. Једно је од 39 општинских средишта округа Витенберг. Према процјени из 2010. у општини је живјело 247 становника. Посједује регионалну шифру (AGS) 15091245.

## Географски и демографски подаци
Плосиг се налази у савезној држави Саксонија-Анхалт у округу Витенберг. Општина се налази на надморској висини од 74 метра. Површина општине износи 11,1 km². У самом мјесту је, према процјени из 2010. године, живјело 247 становника. Просјечна густина становништва износи 22 становника/km².